# Castle Peak Bay
Castle Peak Bay (kinesiska: 青山湾, 青山灣) är en vik i Hongkong (Kina). Den ligger i den nordvästra delen av Hongkong.